# Tillandsia fawcettii
Espèce
Classification phylogénétique
Tillandsia fawcettii Mez est une espèce de plantes à fleurs de la famille des Bromeliaceae.
Le terme fawcettii est une dédicace à un Mr Fawcett dont le protologue ne précise ni l'identité ni le lien éventuel avec la plante.

## Protologue et Type nomenclatural
Tillandsia fawcettii Mez in C.DC., Monogr. Phan. 9: 752, n° 101 (1896)
Diagnose originale :
« foliis dense rosulatis, lepidibus pallidis, adpressis, creberrimis conspersis ; inflorescentia tripinnatim panniculata[sic], haud ferrugineo-lepidota ; spicis laxiusculis pinnatis, +/- 10-floris, rhachi undulata nec alata ; bracteolis florigeris nec imbricatis nec axes obtegentibus, apicem versus nullo modo incurvis, sepala conspicue superantibus ; floribus erectis ; sepalis liberis, asymmetricis. »
Type :
- leg. W.H.Harris, n° 5186 ; « Jamaica, in montibus caeruleis » ; « herb. bot. Dept. » ; Holotypus B[1]
- leg. W.H.Harris, n° 5186, 1894-06-18 ; Isotypus GH (Gray Herbarium) (GH 219912)

## Synonymie

### Synonymie nomenclaturale
- Racinea fawcettii (Mez) M.A.Spencer & L.B.Sm.

### Synonymie taxonomique
(aucune)

## Écologie et habitat
- Typologie : plante vivace herbacée.
- Habitat : ?
- Altitude : ?

## Distribution
- Antilles :
  -  Jamaïque[2]
    - Blue Mountains[1]

## Comportement en culture
Tillandsia fawcettii est une plante mal connue qui ne semble pas avoir été introduite en culture, tout du moins sous ce nom.